# Podvožić
Podvožić – wieś w Chorwacji, w żupanii karlowackiej, w gminie Barilović. W 2011 roku liczyła 298 mieszkańców.